# William Blumberg
William Blumberg (New York, 26 januari 1998) is een Amerikaans tennisser.

## Carrière
Blumberg verloor in 2015 aan de zijde van Tommy Paul de juniorenfinale van Roland Garros tegen het Spaanse duo Álvaro López San Martín en Jaume Munar. Hij ging daarna collegetennis spelen voor de Universiteit van North Carolina van 2017 tot 2021. In 2017 kreeg hij een wildcard voor de US Open waar hij in de eerste ronde verloor aan de zijde van Spencer Papa. In 2021 maakte hij zijn profdebuut, aan de zijde van Max Schnur wint hij meteen drie challengers dat jaar.
Op de ATP Newport krijgt hij aan de zijde van Jack Sock een wildcard, ze wonnen de finale tegen Austin Krajicek en Vasek Pospisil. In 2022 won hij een vierde challenger samen met Max Schnur. Hij behaalde tweemaal een ATP-finale, op de ATP Newport won hij samen met Steve Johnson en op de ATP Los Cabos won hij samen met Miomir Kecmanović. Hij wist op de US Open in het gemengddubbelspel de halve finale te bereiken aan de zijde van zijn landgenote Caty McNally.

## Palmares
| Legenda                       | Legenda               |
| ----------------------------- | --------------------- |
| Grand Slam                    |                       |
| Olympische Spelen             |                       |
| tot 2009                      | vanaf 2009            |
| Tennis Masters Cup            | ATP Finals            |
| ATP Masters Series            | ATP Tour Masters 1000 |
| ATP International Series Gold | ATP Tour 500          |
| ATP International Series      | ATP Tour 250          |

### Dubbelspel
| Nr.                          | Datum           | Toernooi        | Ondergrond    | Partner             | Tegenstanders in finale               | Score             | Details |
| ---------------------------- | --------------- | --------------- | ------------- | ------------------- | ------------------------------------- | ----------------- | ------- |
| gewonnen finales herendubbel |                 |                 |               |                     |                                       |                   |         |
| 1.                           | 18 juli 2021    | ATP Newport (1) | Gras          | Jack Sock           | Austin Krajicek Vasek Pospisil        | 6-2, 7-6          | details |
| 2.                           | 17 juli 2022    | ATP Newport (2) | Gras          | Steve Johnson       | Raven Klaasen Marcelo Melo            | 6-4, 7-5          | details |
| 3.                           | 6 augustus 2022 | ATP Los Cabos   | Hardcourt     | Miomir Kecmanović   | Raven Klaasen Marcelo Melo            | 6-0, 6-1          | details |
| verloren finales herendubbel |                 |                 |               |                     |                                       |                   |         |
| 1.                           | 23 juli 2023    | ATP Newport     | Gras          | Max Purcell         | Nathaniel Lammons Jackson Withrow     | 3-6, 7-5, [5-10]  | details |
| Gewonnen challengers         |                 |                 |               |                     |                                       |                   |         |
| 1.                           | 25 juli 2021    | Cary            | Hardcourt     | Max Schnur          | Stefan Kozlov Peter Polansky          | 6-4, 1-6, [10-4]  |         |
| 2.                           | 31 oktober 2021 | Las Vegas       | Hardcourt     | Max Schnur          | Jason Jung Evan King                  | 7-5, 6-7, [10-5]  |         |
| 3.                           | 7 november 2021 | Charlottesville | Hardcourt (i) | Max Schnur          | Treat Huey Frederik Nielsen           | 3-6, 6-1, [14-12] |         |
| 4.                           | 6 februari 2022 | Cleveland       | Hardcourt (i) | Max Schnur          | Robert Galloway Jackson Withrow       | 6-3, 7-6          |         |
| 5.                           | 30 april 2023   | Savannah        | Gravel        | Luis David Martínez | Federico Agustín Gómez Nicolás Kicker | 6-1, 6-4          |         |
| 6.                           | 1 juli 2023     | Modena          | Gravel        | Luis David Martínez | Roman Jebavý Vladyslav Manafov        | 6-4, 6-4          |         |

## Resultaten grote toernooien
| Legenda | Legenda                          |
| ------- | -------------------------------- |
| g.t.    | geen toernooi gehouden           |
| l.c.    | lagere categorie                 |
| –       | niet deelgenomen                 |
| G       | uitgeschakeld in de groepsfase   |
| 1R      | uitgeschakeld in de eerste ronde |
| 2R      | uitgeschakeld in de tweede ronde |
| 3R      | uitgeschakeld in de derde ronde  |
| 4R      | uitgeschakeld in de vierde ronde |
| KF      | uitgeschakeld in de kwartfinale  |
| HF      | uitgeschakeld in de halve finale |
| F       | de finale verloren               |
| W       | het toernooi gewonnen            |
| w-v     | winst/verlies-balans             |

### Dubbelspel
| Australian Open   | –    | –   | –    | –    |   |   |
| Roland Garros     | –    | –   | –    | 1R   |   |   |
| Wimbledon         | –    | –   | 2R   | 2R   |   |   |
| US Open           | 1R   | –   | 1R   | 1R   |   |   |
| olympisch         |      |     |      |      |   |   |
| Olympische Spelen | g.t. |     | g.t. | g.t. | – |   |
| Statistieken      |      |     |      |      |   |   |
| titels per jaar   | 0    |     | 1    | 2    | 0 | 0 |
| eindejaarsranking | –    | 182 | 98   | 112  |   |   |

### Gemengddubbelspel
| Australian Open   | –    | –    |  |
| Roland Garros     | –    | –    |  |
| Wimbledon         | –    | –    |  |
| US Open           | HF   | –    |  |
| olympisch         |      |      |  |
| Olympische Spelen | g.t. | g.t. |  |